# (13688) Oklahoma
(13688) Oklahoma est un astéroïde de la ceinture principale.

## Description
(13688) Oklahoma est un astéroïde de la ceinture principale. Il fut découvert le 9 septembre 1997 à l'observatoire Zeno à Edmond (Oklahoma) par Tom Stafford. Il présente une orbite caractérisée par un demi-grand axe de 3,15 UA, une excentricité de 0,15 et une inclinaison de 5,7° par rapport à l'écliptique.

## Compléments